# Кивони (Илиноис)
Кивони (енгл. Kewanee) град је у америчкој савезној држави Илиноис. По попису становништва из 2010. у њему је живело 12.916 становника.

## Демографија
Према попису становништва из 2010. у граду је живело 12.916 становника, што је 28 (0,2%) становника мање него 2000. године.
| Група             | 2000.          | 2010.          |
| Белци             | 11.445 (88,4%) | 10.626 (82,3%) |
| Афроамериканци    | 476 (3,7%)     | 633 (4,9%)     |
| Азијати           | 45 (0,3%)      | 51 (0,4%)      |
| Хиспаноамериканци | 790 (6,1%)     | 1.350 (10,5%)  |
| Укупно            | 12.944         | 12.916         |